# Design Museum Holon
Le Musée du Design de Holon est le premier musée consacré au design en Israël. Le bâtiment du musée a été conçu et dessiné par l'architecte et designer industriel israélien Ron Arad en collaboration avec l'architecte Bruno Asa. Le musée se trouve dans la partie orientale de la zone néo-culturelle de Holon qui comprend la médiathèque (bibliothèque centrale, le théâtre, la cinémathèque). À proximité se trouve la faculté du design dans l'Institut de Technologie de Holon (en).
Le musée a ouvert le 3 mars 2010. C'est le premier bâtiment qui a été conçu par Ron Arad. Le musée a été noté par le magazine de voyage Condé Nast Traveler (en) comme l'une des nouvelles merveilles du monde.

## Galerie

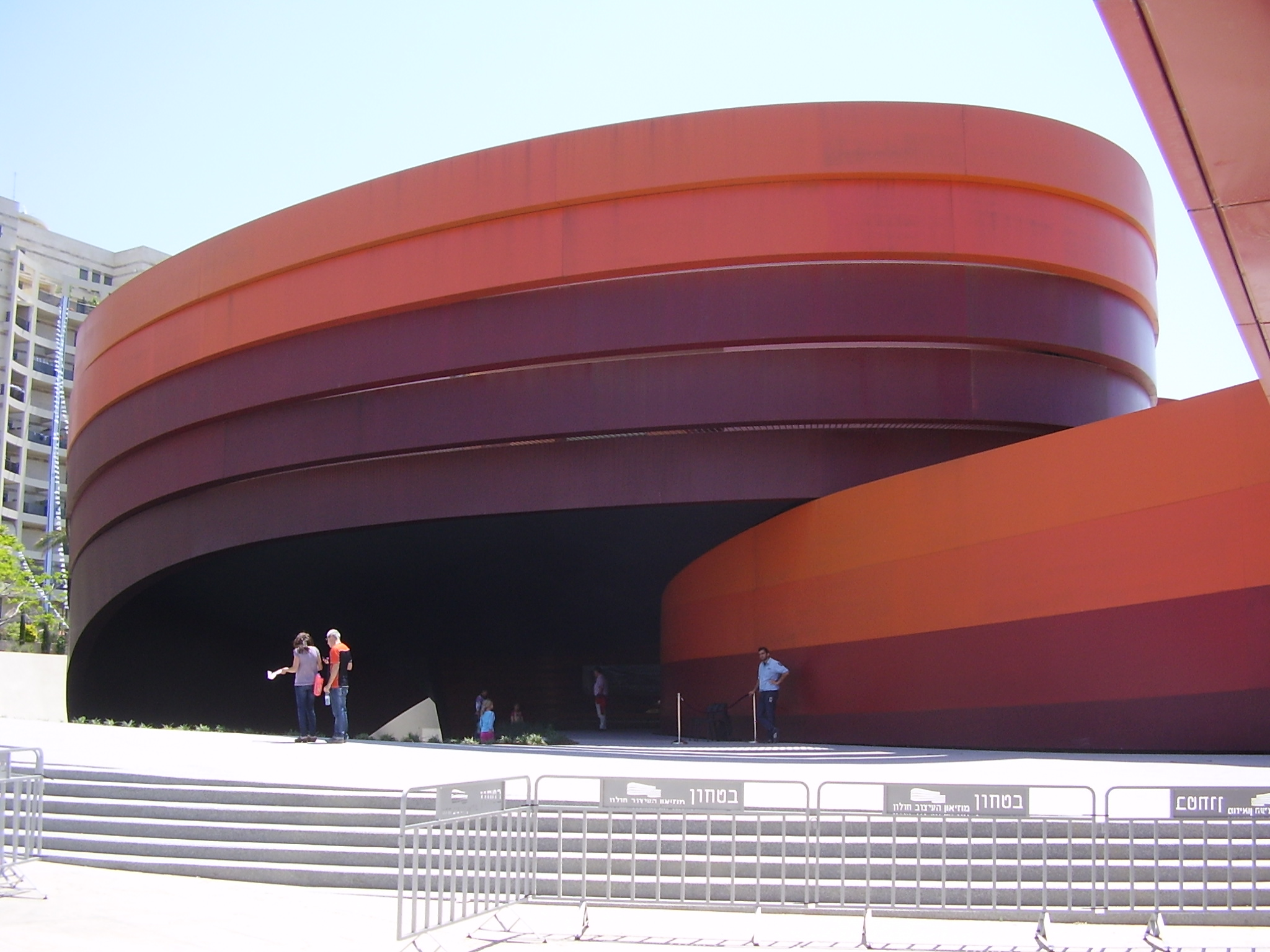
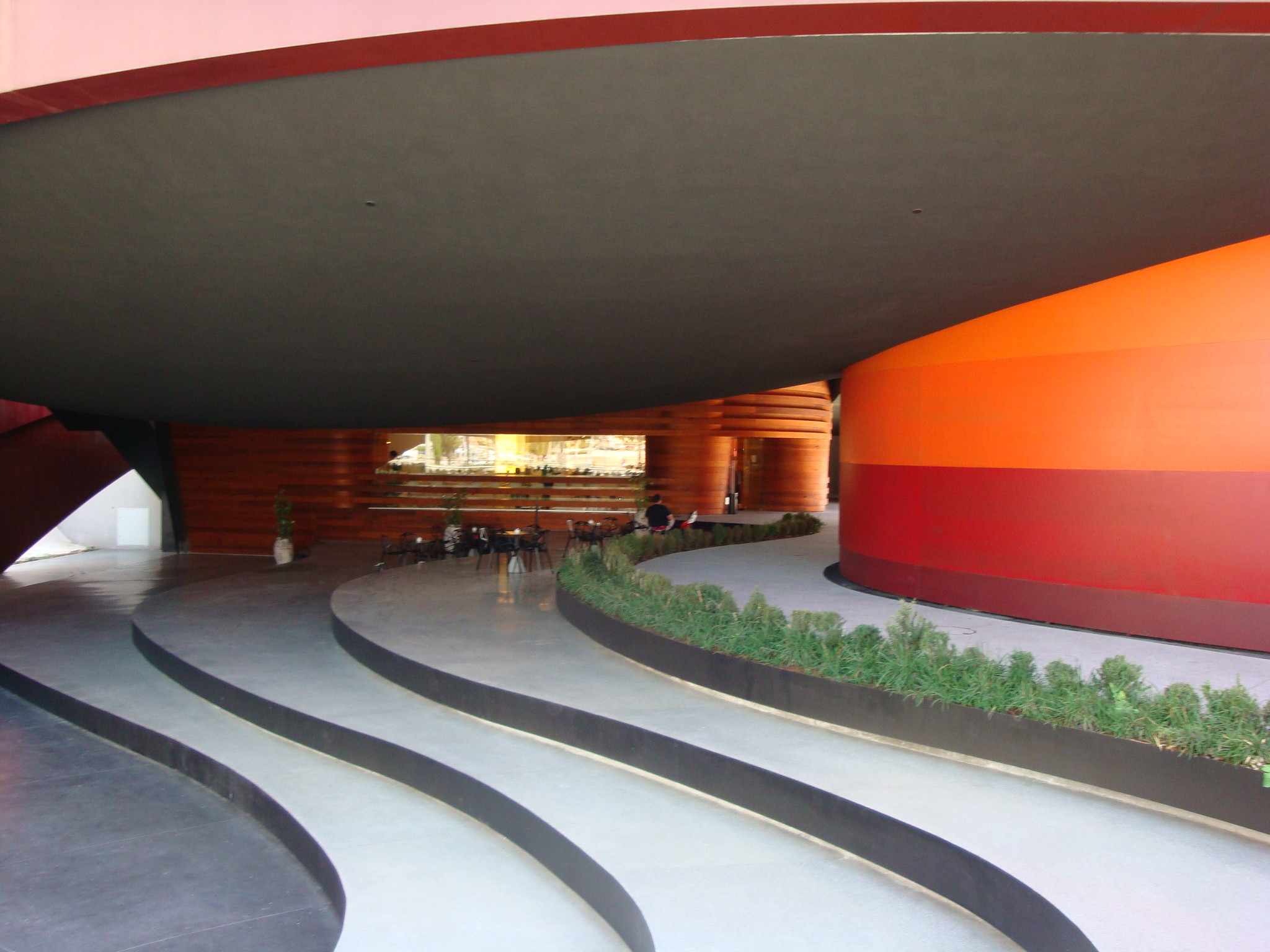
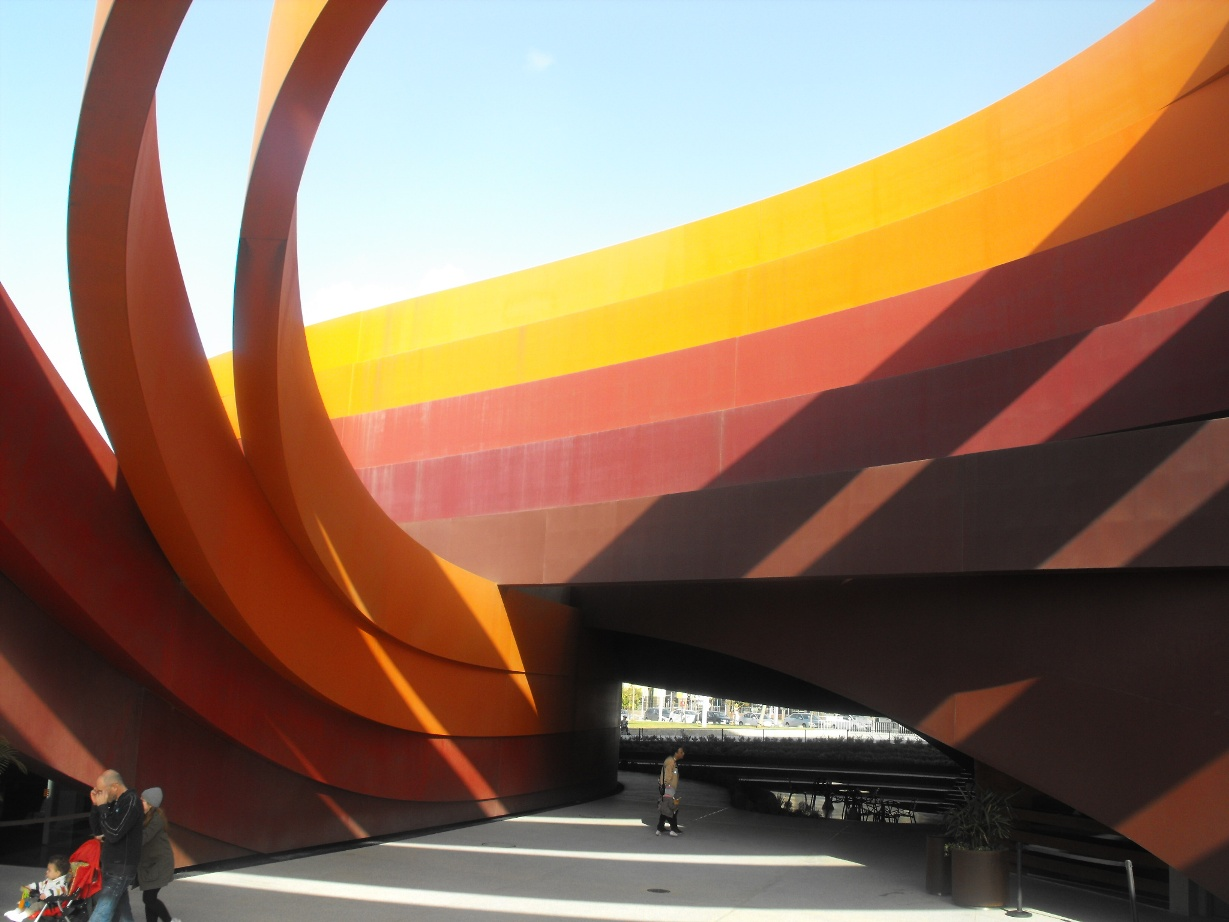
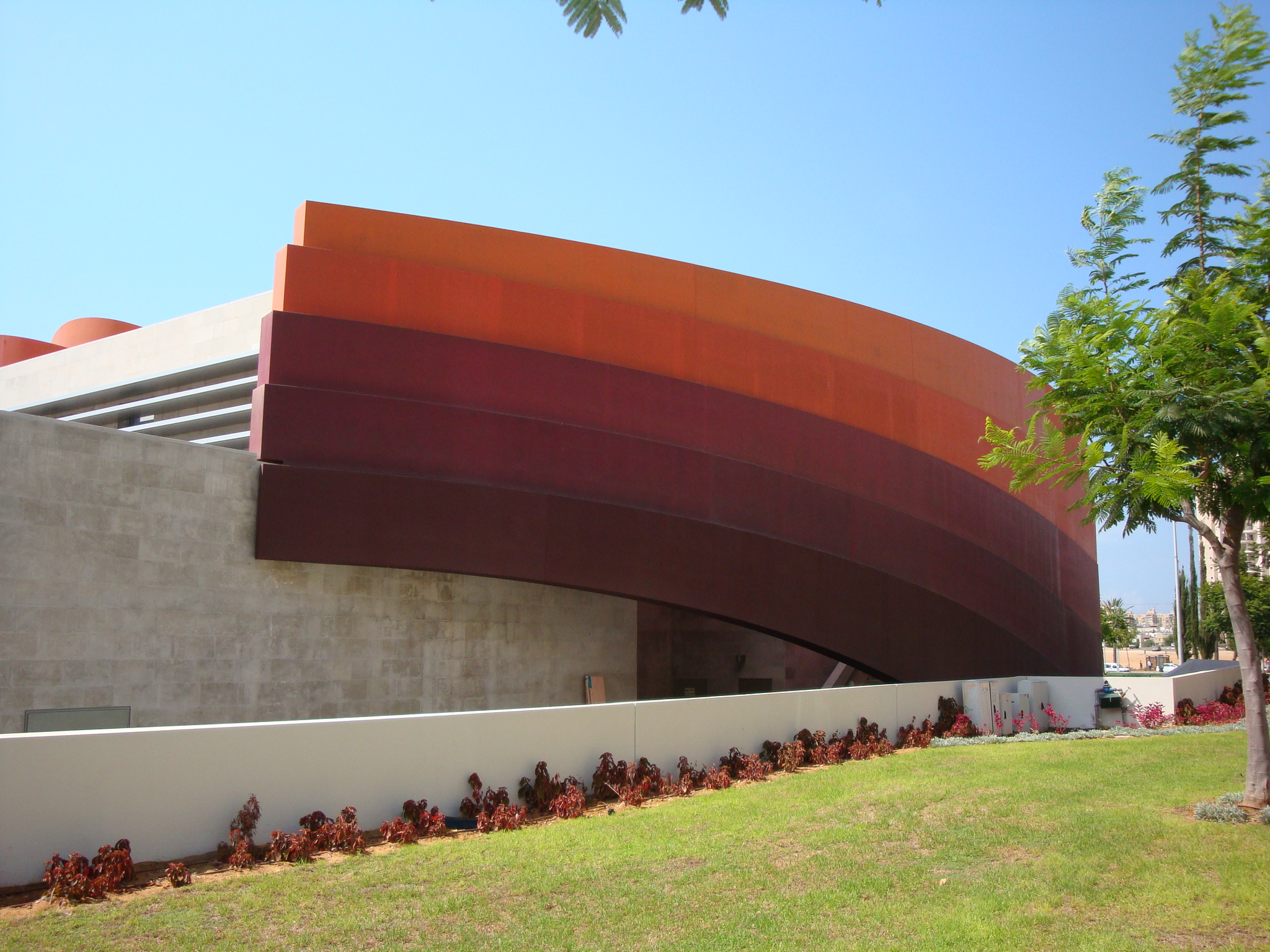
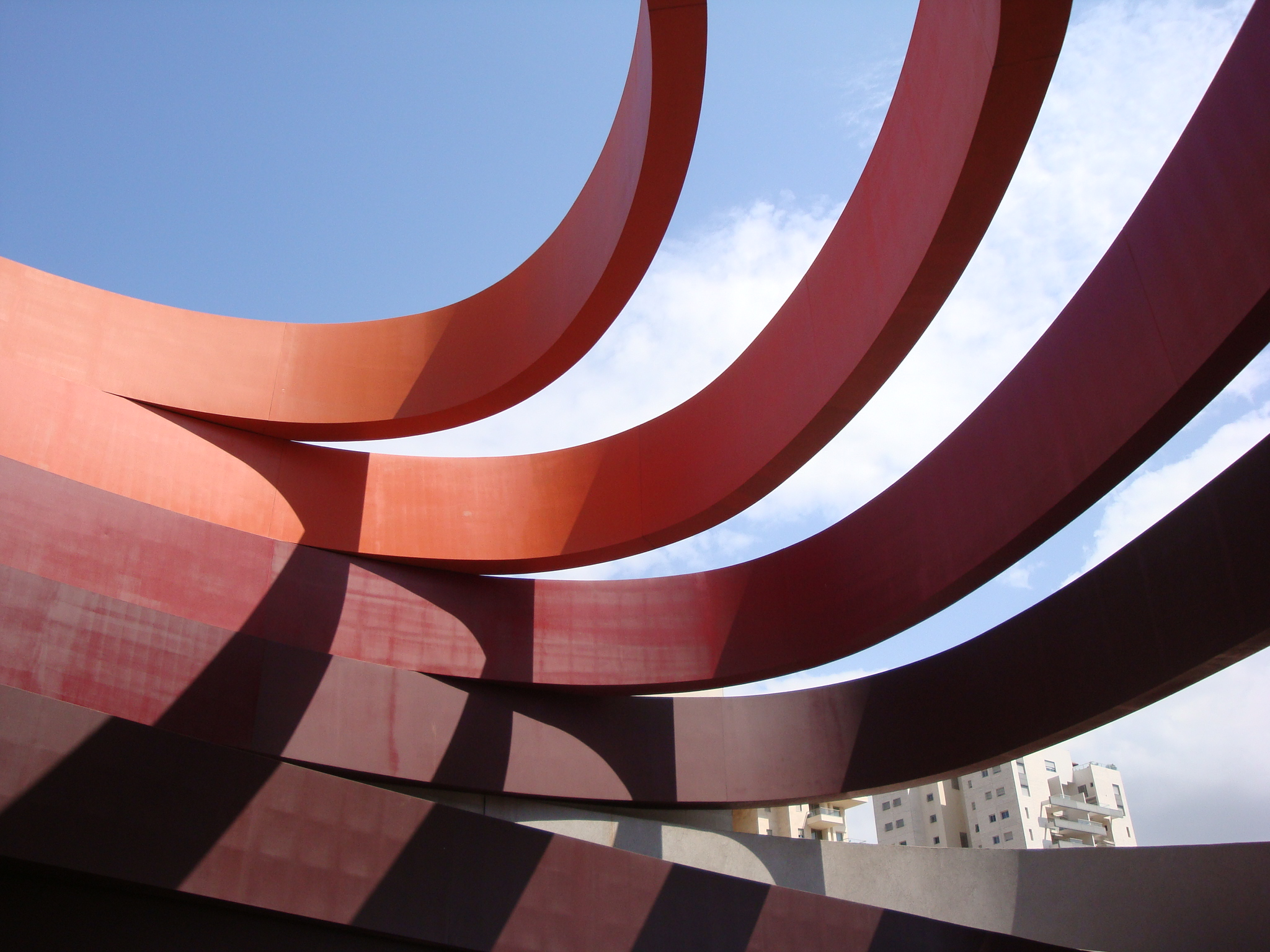
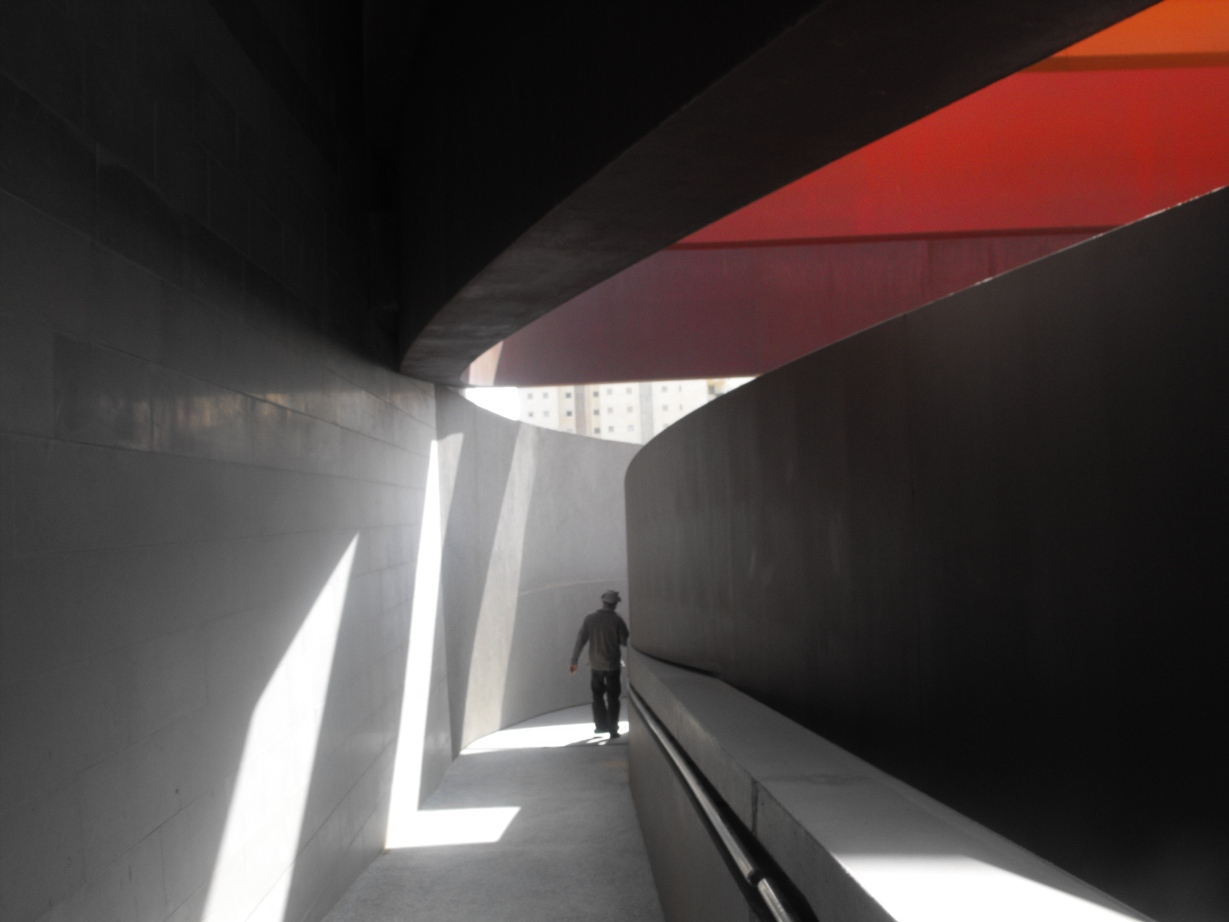